# Ториле
Торѝле (на италиански: Torrile, на местен диалект Torìl, Торил) е община в северна Италия, провинция Парма, регион Емилия-Романя. Разположена е на 32 m надморска височина. Населението на общината е 7804 души (към 2010 г.).
Административен център на общината е селище Сан Паоло (San Paolo).